# Бруен
Бруен (фр. Brouains) насеље је и општина у северној Француској у региону Доња Нормандија, у департману Манш која припада префектури Авранш.
По подацима из 2011. године у општини је живело 195 становника, а густина насељености је износила 51,45 становника/km². Општина се простире на површини од 3,79 km². Налази се на средњој надморској висини од 145 метара (максималној 263 m, а минималној 105 m).

## Демографија
| 1962. | 1968. | 1975. | 1982. | 1990. | 1999. | 2011. |
| ----- | ----- | ----- | ----- | ----- | ----- | ----- |
| 265   | 330   | 306   | 260   | 242   | 213   | 195   |

График промене броја становника у току последњих година